# SSX Tricky
SSX Tricky är ett snowboardspel till PlayStation 2, GameCube, Xbox och Game Boy Advance utvecklat och publicerat av EA Sports BIG. Det är det andra spelet i SSX-serien, och introducerar Über Tricks. Släpptes den 5 november 2001.

## Karaktärer
Sex av de åtta karaktärerna från originalspelet återkommer (Jurgen och Hiro skadade sig allvarligt innan säsongens start, som det förklaras i DVD-sektionen), men gör comeback i SSX 3) tillsammans med sex nybörjare.
- Eddie Wachowski - röstskådespel av David Arquette
- Elise Riggs - röstskådespel av Lucy Liu
- Marisol Diez Delgado - röstskådespel av Patricia Velásquez
- Seeiah Owens - röstskådespel av Macy Gray
- Luther-Dwayne Grady - röstskådespel av Oliver Platt
- Jean-Paul (JP) Arsenault - röstskådespel av Xavier Fagnon
- Moby Jones - röstskådespel av Nick Malaperiman
- Psymon Stark - röstskådespel av Jim Rose
- Zoe Payne - röstskådespel av Bif Naked
- Kaori Nishidake - röstskådespel av Yuko Nagashima
- Mackensie (Mac) Frasier - röstskådespel av Ryan Wall (ersatt av Martin (Marty) Stieber i PAL-versionen)
- Broderick (Brodi) Ford - röstskådespel av Billy Zane

## Banor
SSX Tricky har 10 fiktiva banor löst baserat på platser i världen att välja mellan, som kan låsas upp i World Circuit Mode. Åtta banor från originalet SSX finns tillgängliga, följt av de två splitternya Garibaldi och Alaska. De gamla banorna är emellertid nymodifierade och innehåller fyra gånger så många genvägar och gömda spår än innan. Banorna är följande:
- Garibaldi (Baserat på Vancouver, Kanada)
- Snowdream (Baserat på norra Japan)
- Elysium Alps (Baserat på de fransk-schweiziska alperna)
- Mesablanca (Baserat på Texas och Grand Canyon)
- Merqury City Meltdown (Baserat på New York)
- Tokyo Megaplex (Baserat på Tokyo)
- Aloha Ice Jam (Baserat på Hawaii)
- Alaska (Baserat på Mount Mckinley)
- Untracked (endast tillgänglig i Free ride)
- Pipedream (endast tillgänglig i Showoff och Free ride, och är baserat på toppen av en skyskrapa i London)

## Soundtrack
Ett soundtrack till SSX Tricky släpptes 2002. Det innehåller följande låtar:
1. "It's Tricky (K-Rec Remix)" - Run DMC
2. "Smartbomb (Plump's Vocal Mix)" - Brian Transeau (BT)
3. "Finished Symphony" - Hybrid
4. "King of the Beats" - Aphrodite
5. "Board Burner" - Mixmaster Mike
6. "System Overload (the Download)" - Huda Hudia
7. "Push" - Plump DJs
8. "Song for Dot" - Space Raiders
9. "Slayboarder" - Mixmaster Mike and Rahzel
10. "Gin and Sin" - John Morgan
11. "Peaktime" - The Rasmus
12. "Reality Detached" - The Forth